# Robin Cook (scriitor)
Robin Cook (n. 4 mai 1940, New York City, New York, SUA) este un scriitor de thriller american.